# شايان قادين
شایان قادین هي زوجة السلطان العثماني مراد الخامس. وُلدت في 4 يناير 1853 في أنابا، وتوفيت في 15 مارس 1945 في إسطنبول.

## الأبناء
- السلطانة خديجة بنت مراد الخامس